# هیزلتون (ویرجینای غربی)
هیزلتون (به انگلیسی: Hazelton) یک منطقهٔ مسکونی در ایالات متحده آمریکا است که در شهرستان پرستون، ویرجینیای غربی واقع شده‌است. هیزلتون ۵۷۰٫۹ متر بالاتر از سطح دریا واقع شده‌است.